# Église Saint-Gingolph de Saint-Gingolph
L'église Saint-Gingolph est une église catholique, située dans la commune française de Saint-Gingolph, et dépendante du diocèse d'Annecy.
Elle est fréquentée par les habitants de la commune et par ceux de la commune suisse homonyme qui ne compte pas d'église sur son territoire. Le cimetière situé sur le territoire français dessert également les deux communes.

## Historique
Une église primitive semble avoir été édifiée au lieu-dit Bret, à l'ouest de la Morge. Celle-ci aurait été édifiée vers 515[réf. nécessaire], date correspondant à celle de la conversion du roi Sigismond et de la fondation de l'abbaye de Saint-Maurice d'Agaune. Elle aurait été détruite par l'éboulement du Tauredunum en 563.
Elle aurait été reconstruite en 640 et nommée Ecclésia Sant Gendoulfo[réf. nécessaire], dédiée à saint Gingolph ou Gengou,.
Le pape Eugène III, en 1153, donne l'église au prieuré de Saint-Jean de Genève (dit aussi Saint-Jean-hors-les-murs).
Le 4 mars 1584, l'église est détruite par un éboulement, attesté[réf. à confirmer].
L'église est édifiée en 1770 et consacrée le 13 juillet 1784,.
En 1822, l'église devient dépendante du diocèse d'Annecy.
L'édifice est d'utilité franco-suisse, il dessert la paroisse qui s'étend sur les deux communes.
L'église a été restaurée en 1999.

## Protection
L'église possède trois objets classés. Il s'agit de deux cloches l'une datée de 1729, et la seconde de 1785 . Par ailleurs, l'église possède un portrait équestre de saint Gangolf, datant d'environ 1848.

## Sources et références
1. 1 2 3  Henri Baud, Jean-Yves Mariotte, Histoire des communes savoyardes : Le Chablais, Roanne, Éditions Horvath, 1980, 422 p. (ISBN 978-2-7171-0099-0), p. 397.
2. 1 2 3  Patrick Maye, « Saint-Gingolph » dans le Dictionnaire historique de la Suisse en ligne, version du 21 juillet 2010.
3. ↑  Bulle papale du 1er mars 1153 publié dans le Régeste genevois (1866) (REG 0/0/1/331).
4. ↑  Claude Genoux, Histoire de Savoie, Piemont et Sardaigne, précédée d'une notice sur la vie et les œuvres de l'auteur par Eugene Sue, illustrée par Janet-Lange, ornee d'une carte du Royaume sarde par A.-H- Dufour, G. Barba, 95 p. (lire en ligne), p. 10.
5. ↑  Raymond Oursel et Pascal Lemaître, Les chemins du sacré : Pèlerinage architectura, La Fontaine de Siloé, 2008, 393 p., p. 233.
6. ↑  « Paroisse Saint-André en Gavot-Léman : Communautés St Gingolph, et Novel », Infos pratiques par communautés, sur diocese-annecy.fr (consulté le 26 novembre 2020).
7. ↑  « Œuvres mobilières de Saint-Gingolph », sur la plateforme ouverte du patrimoine, base Palissy, ministère français de la Culture.
8. ↑  Notice no PM74000348, sur la plateforme ouverte du patrimoine, base Palissy, ministère français de la Culture.
9. ↑  Notice no PM74000347, sur la plateforme ouverte du patrimoine, base Palissy, ministère français de la Culture.
10. ↑  Notice no PM74000346, sur la plateforme ouverte du patrimoine, base Palissy, ministère français de la Culture.